# ナンシー・スプリンガー
ナンシー・スプリンガー（Nancy Springer, 1948年 - ）は、アメリカ合衆国の児童文学作家、ファンタジー作家、推理作家。ペンシルベニア州在住。
日本では、ケルト神話を素材にしたハイ・ファンタジー『アイルの書』5部作の作者として知られる。
少女探偵ものである『エノーラ・ホームズの事件簿』はNetflixにより映画化され、2020年9月に第1作、2022年11月に第2作が配信された。

## 著作リスト
以下は日本で翻訳・出版された作品の一覧である。
- アイルの書（Book of the Isle）シリーズ：井辻朱美 翻訳、早川書房〈ハヤカワ文庫FT〉
  - 白い鹿 （The White Hart, 1979年）
  - 銀の陽 （The Silver Sun, 1980年）
  - 闇の月 （The Sable Moon, 1981年）：1982年ローカス賞受賞
  - 黒い獣 （The Black Beast, 1982年）：1983年ローカス賞受賞
  - 金の鳥 （The Golden Swan, 1983年）
- 赤の魔術師 （Red Wizard, 1990年） 井辻朱美 翻訳、社会思想社〈現代教養文庫〉
- 炎の天使 （Metal Angel, 1994年） 梶元靖子 翻訳、早川書房〈ハヤカワ文庫FT〉
- エノーラ・ホームズの事件簿シリーズ（Enola Holmes） 杉田七重 翻訳、甘塩コメコ イラスト、小学館〈ルルル文庫〉
  - エノーラ・ホームズの事件簿 - 消えた公爵家の子息 （The Case of the Missing Marquess, 2006年） ISBN 978-4094520309
  - エノーラ・ホームズの事件簿 - ふたつの顔を持つ令嬢 （The Case of the Left-Handed Lady, 2007年） ISBN 978-4094520750
  - エノーラ・ホームズの事件簿 - ワトスン博士と奇妙な花束 （The Case of the Bizarre Bouquets, 2008年） ISBN 978-4094520941
  - エノーラ・ホームズの事件簿 - 令嬢の結婚 （The Case of the Peculiar Pink Fan, 2008年） ISBN 978-4094520965
  - エノーラ・ホームズの事件簿 - 届かなかった暗号 （The Case of the Cryptic Crinoline, 2009年） ISBN 978-4094521115